# Calliostoma coppingeri
Calliostoma coppingeri är en snäckart som först beskrevs av E. A. Smith 1880.  Calliostoma coppingeri ingår i släktet Calliostoma och familjen Calliostomatidae. Inga underarter finns listade i Catalogue of Life.

## Bildgalleri

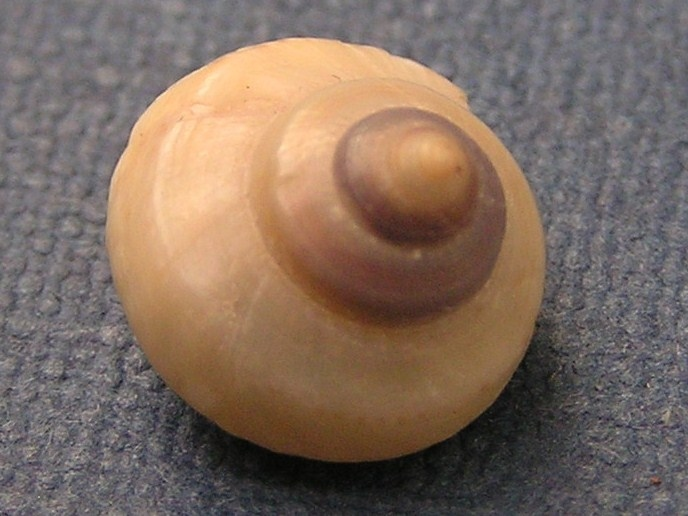
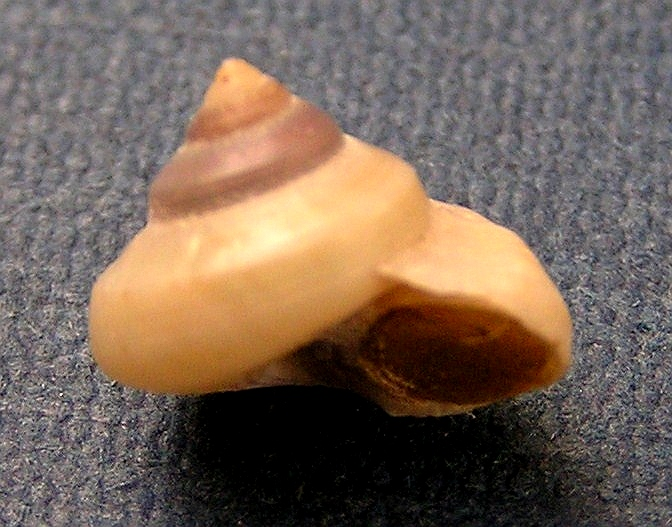
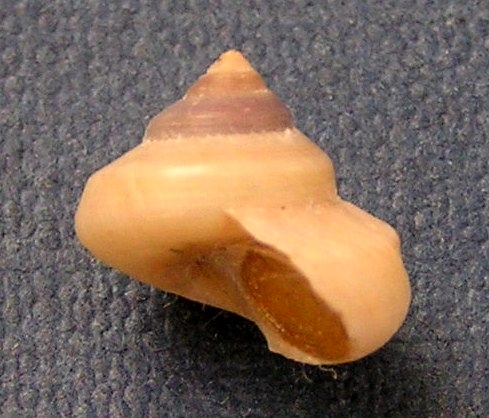